# 오디토리움 빌딩
오디토리움 빌딩 (Auditorium Building)은 미국 일리노이주 시카고에 있는 고층 빌딩이다. 1889년에 준공되었으며, 아르 누보 양식으로 설계되었다. 건물은 사무실, 극장 및 호텔 등의 복합 용도로 활용되며, 극장은 시카고 교향악단의 공연장으로 이용되기도 했다. 1975년에 건물은 미국 국가 사적지로 등록되었으며, 1976년 9월 15일에 시카고 랜드마크로 지정되었다.